# Antitankhond
Antitankhonden zijn honden met explosieven op hun rug; ze zijn getraind om onder vijandige tanks te duiken, waarna een op de rug gebonden holle lading afgaat. De hond komt hierbij om het leven. Het gaat dus om een typische zelfmoordopdracht.
De Russen trainden tijdens de Tweede Wereldoorlog antitankhonden voor de strijd tegen de Nazi-tanks. De trainingen waren al in 1932 begonnen en de eerste honden werden in 1941 ingezet. Initieel zorgden de honden voor verwarring en verrassing onder de Duitse tankbemanningen, toen eenmaal bekend werd dat ze explosieven droegen werden de honden door de Duitse mitrailleurs afgeschoten voor ze de tanks konden bereiken. Volgens Sovjet-bronnen zouden er in totaal ruim driehonderd tanks zijn vernietigd door de honden. Een bekende legende wil dat, daar deze honden hadden geoefend op Russische tanks, toen de honden werden ingezet, ze naar de Russische tanks liepen in plaats van naar de vijand. In werkelijkheid daalde het aantal Duitse tanks aan het oostfront vanaf de zomer van 1943 zodanig dat de kans dat een hondenteam ze tegenkwam nihil werd. Het wapen kon ook slechts defensief gebruikt worden en Duitse tanks gingen steeds minder in het offensief.
Na de oorlog werden er efficiëntere en makkelijkere methodes geïntroduceerd. Het is daarom ook vrij onwaarschijnlijk dat antitankhonden ooit nog eens gebruikt zullen worden. Een analoog wapen is de Amerikaanse antischeepsdolfijn die nog steeds gebruikt wordt, zij het tegenwoordig als verkenner, mijnenruimer en doelaanduider.